# Gymnura altavela
Espèce
Répartition géographique
Statut de conservation UICN

 VU  : Vulnérable
Synonymes
Pteroplatea binotata Lunel, 1879

Pteroplatea canariensis Valenciennes, 1843

Pteroplatea vaillantii Rochebrune, 1880

Pteroplatea valenciennii Duméril, 1865

Raja altavela Linnaeus, 1758

Raja maclura Lesueur, 1817
Gymnura altavela est une espèce de raies de la famille des Gymnuridae. Elle est parfois appelée « raie-papillon » ou « pastenague ailée ».

## Distribution et habitat
Gymnura altavela fréquente les eaux chaudes et tempérées de l'Atlantique et de la Méditerranée.

## Relation avec l'homme
Gymnura altavela est inoffensive pour l'homme. Cette espèce est considérée comme prise de choix pour la pêche sportive dans certaines régions,,.